# 박광숙
박광숙은 대한민국의 성우이다. 1994년 대교방송 1기 성우로 데뷔하였다.

## 주요 출연작품
- 젠 엑스 캅(SBS) - 공룡의 여친(채요민)
- 무서운 영화(SBS)